# Motociclismo deportivo

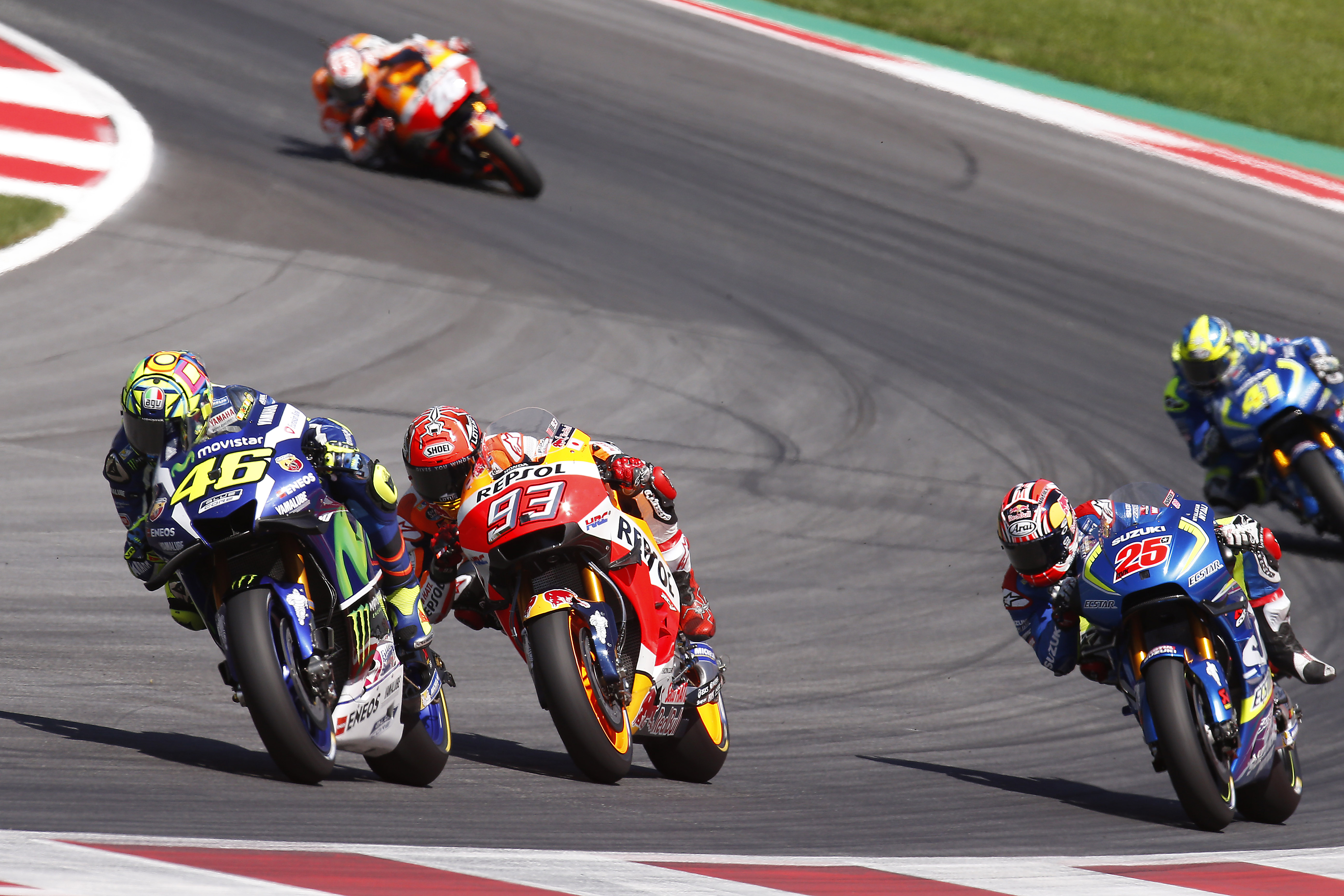
Competición de motociclismo de velocidad.

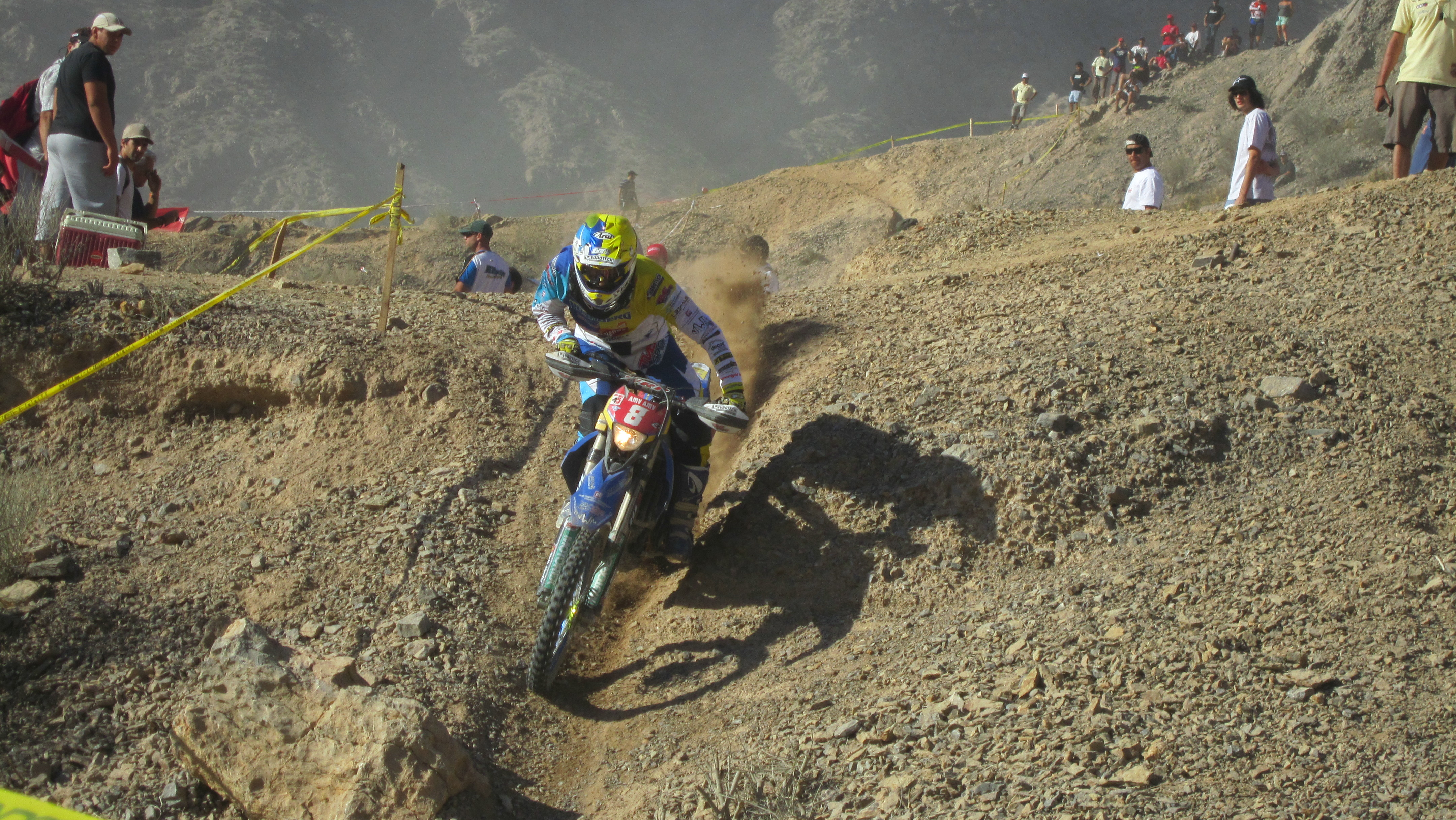
Prueba de enduro.

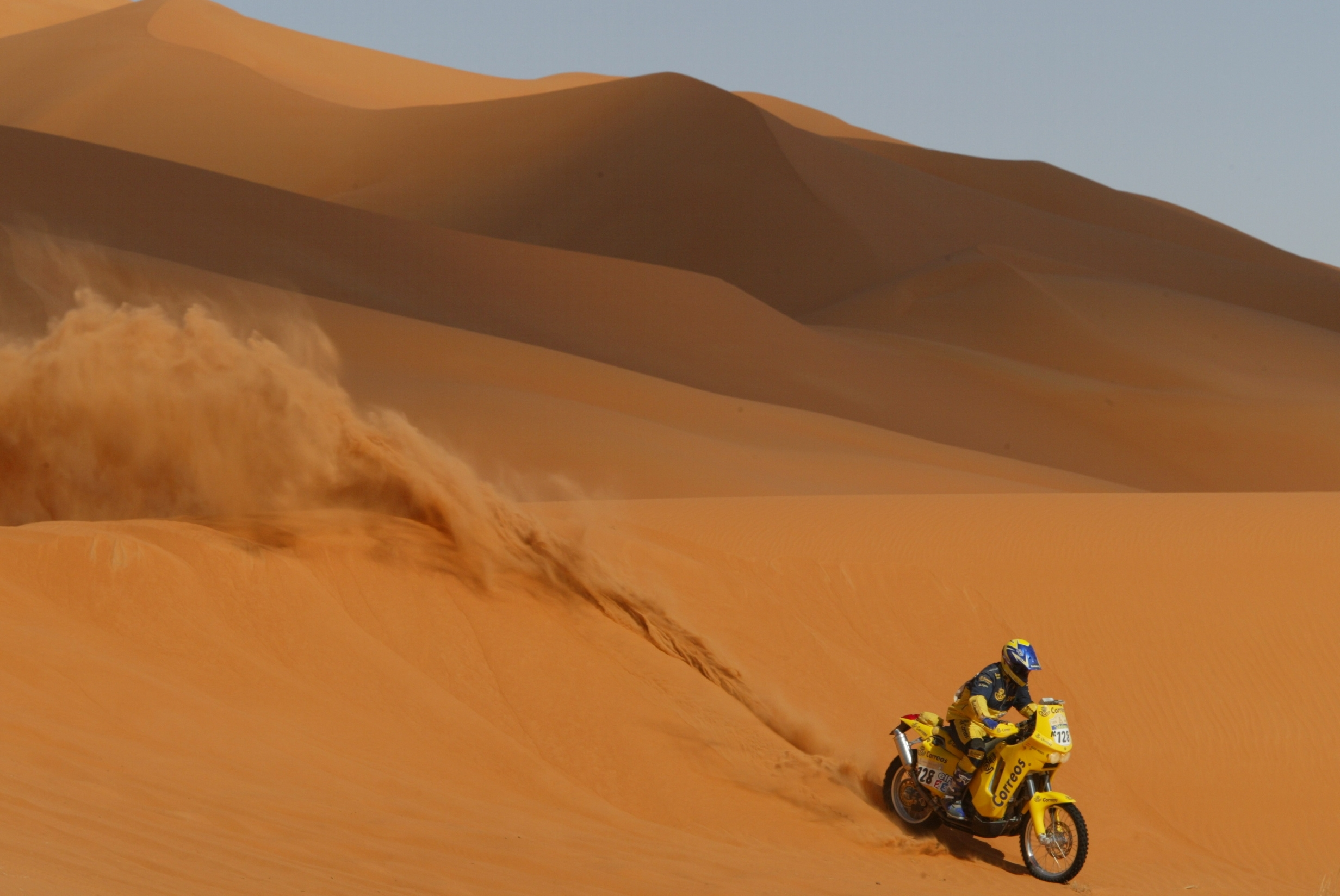
El Rally Dakar es la carrera de rally raid más prestigiosa del mundo.

El motociclismo deportivo es el uso deportivo de la motocicleta en varias modalidades.
El objetivo de una carrera de velocidad consiste en recorrer cierta distancia (o ir de un sitio hacia otro), en el menor tiempo posible; o recorrer la mayor distancia en un tiempo predefinido; o recorrer una distancia en un tiempo preestablecido sin sobrepasar ese tiempo, modo en el que gana el corredor que se acerca más al tiempo predefinido. Dichas carreras pueden durar desde pocos segundos o minutos, como es el caso de los arrancones, las carreras de motocross y óvalos de tierra; hasta varias horas o días, como en las carreras de resistencia y el rally raid. En cambio, el trial consiste en pasar una serie de obstáculos en un determinado tiempo sin cometer faltas; y en el motociclismo estilo libre donde se realizan acrobacias en el aire para que el jurado otorgue la mayor cantidad de puntos.
El motociclismo de velocidad tiene su equivalente en el automovilismo, que se práctica con automóviles. El concepto de motociclismo abarca también competiciones entre vehículos similares a la motocicleta, tales como la motonieve y la cuatrimoto entre otros.
Dado que las motocicletas desarrollan altas velocidades y los pilotos poseen escasa protección, el motociclismo es un deporte extremadamente peligroso en todas sus modalidades. Aunque las medidas de seguridad han progresado a lo largo de las décadas, frecuentemente ocurren colisiones, caídas y otros accidentes que causan lesiones e incluso muertes a competidores y espectadores.
El ente rector del motociclismo a nivel mundial es la Federación Internacional de Motociclismo, que representa federaciones nacionales de un centenar de países.

## Historia
El motociclismo de competición se inició en el Reino Unido a principios del siglo XX, y ya en 1903 se fundó el primer ente rector de este deporte, el actual ACU (nombre que adoptó el 1907). Poco después, el 1904, se creó en París la Fédération Internationale des Clubs Motocyclistes, FICM, ente que se disolvió el 1906 pero resurgió el 1912, esta vez con sede en Inglaterra. En 1949, la FICM cambió su nombre por el actual, Fédération Internationale de Motocyclisme, FIM.

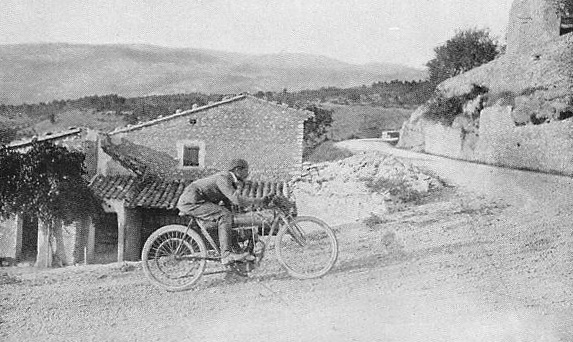
Cursa de motociclismo al Ventor (1904)

La primera manifestación importante del motociclismo de competición fue la celebración, en 1907, del primer Tourist Trophy de la isla de Man, considerada la antecesora de las actuales carreras de motociclismo de velocidad. Poco después, el 1909, se disputó la primera prueba de trial de larga duración a los Highlands de Escocia (el antecedente de los famosos Seis Días de Escocia de Trial celebrados desde 1911). El 1913, la recién refundada FICM organizó los ISDT (International Six Days Trial) en Carlisle , Inglaterra, evento que ha sido considerado como el antecedente más lejano de la actual disciplina del enduro.
En 1914 se estrenó en los páramos de Yorkshire otra prueba que ha pasado a la historia del motociclismo, la Scott Trial, considerada la antecesora directa de la modalidad del motocrós. Efectivamente, fruto de la evolución de esta carrera y de la modalidad del trial en general, el 1924 se disputó en Camberley (Surrey) la primera carrera de lo que se podría considerar ya como motocross: la Southern Scott Scramble. También durante la década de 1920 se originó en Nueva Gales del Sur (Australia), una nueva modalidad de carreras de motociclismo que ha llegado a los nuestros días: el Speedway.

## Disciplinas

### Motociclismo de velocidad

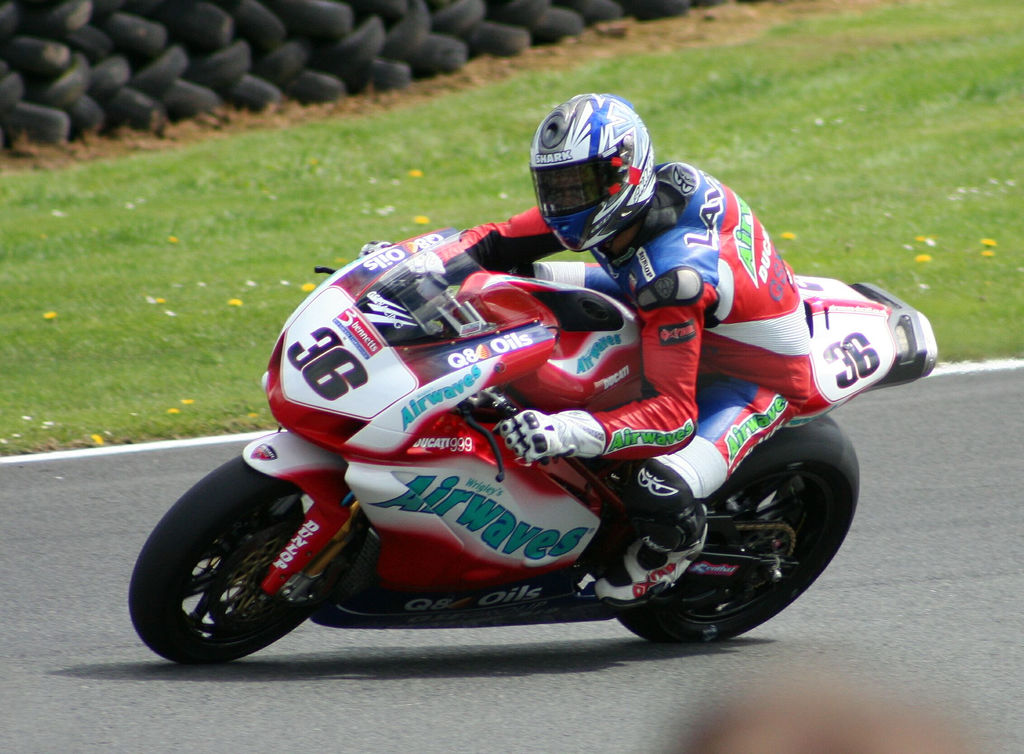
Superbikes, una categoría motociclismo de velocidad.

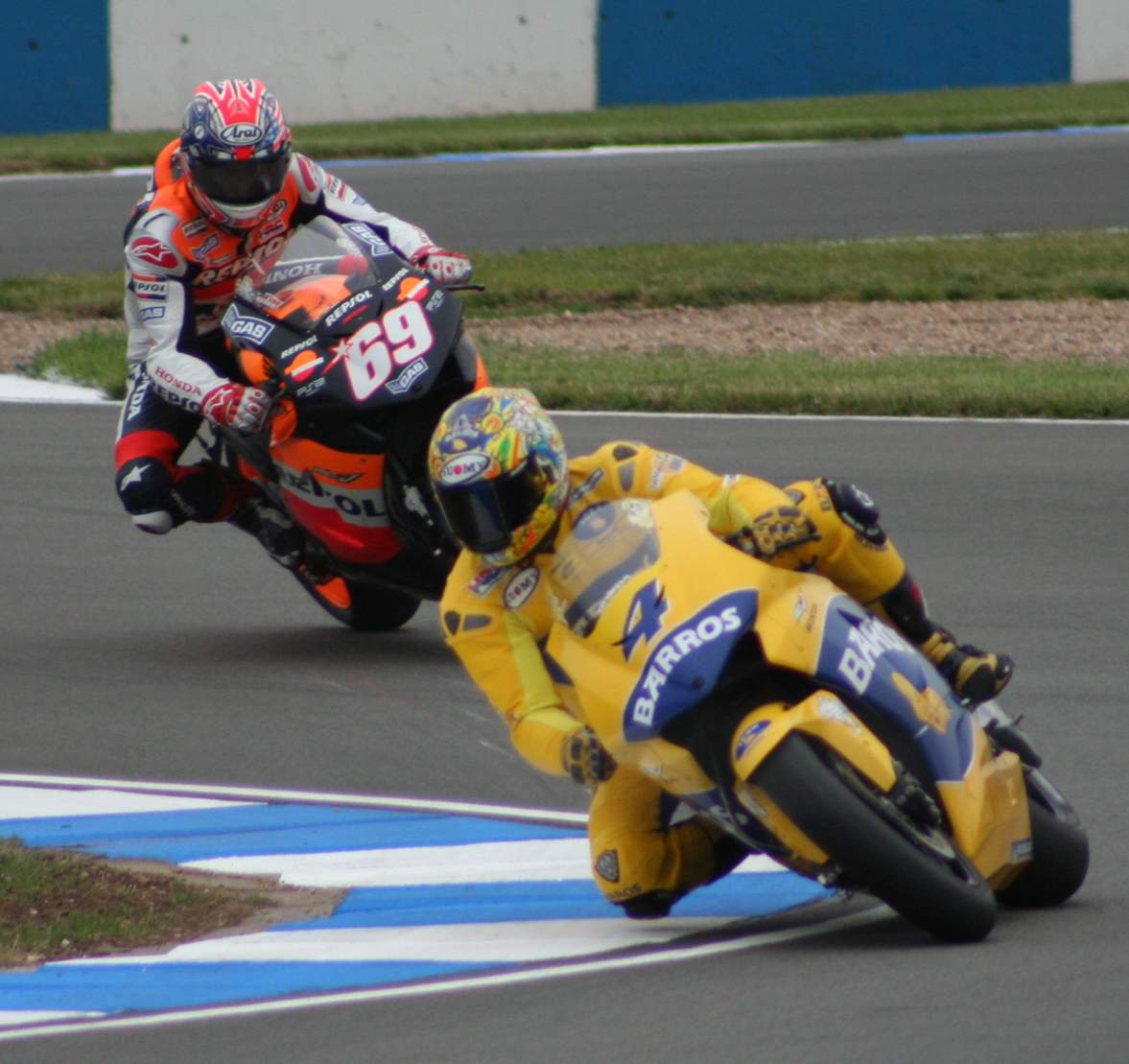
MotoGP, Gran Premio de Motociclismo.

El motociclismo de velocidad es una modalidad deportiva del motociclismo disputada en circuitos de carreras pavimentados. Las motocicletas que se usan pueden ser prototipos, es decir desarrolladas específicamente para competición, o derivadas de modelos de serie (en general motocicletas deportivas) con modificaciones para aumentar las prestaciones. En el primer grupo entran las que participan en el Campeonato Mundial de Motociclismo, y en el segundo las Superbikes, las Supersport y las Superstock.
Las motocicletas deben presentar una serie de características como son estabilidad, alta velocidad (tanto en recta como en paso por curva), gran aceleración, gran frenada, fácil maniobrabilidad y bajo peso.
Una carrera de esta modalidad normalmente consta de uno o dos días de entrenamientos formados por varias sesiones (libres y oficiales) en las que los pilotos intentan dar una vuelta al circuito lo más rápido posible, la cual determinará su posición en la parrilla de salida de la carrera propiamente dicha.
Dentro de un mismo evento puede haber distintas carreras dependiendo del tipo de motocicleta y de su cilindrada, y en algunos de ellos se disputan varias mangas para cada categoría.
Algunos de los campeonatos de velocidad más importantes son:
- El Campeonato Mundial de Velocidad, se disputa con los nacionales de motociclismo de velocidad más desarrollados.

- El Campeonato Mundial de Motociclismo de Resistencia que también se disputa con Superbikes.

- La TT Isla de Man es una carrera legendaria que tiene lugar anualmente en la Isla de Man (Reino Unido). Formó parte del mundial de velocidad por muchos años. Se trata de una carrera por las carreteras cerradas de la isla, muy peligrosa, ya que cuenta con más de 200 fallecidos y promedios de velocidad de hasta 208 km/h (2014),[6] y con una longitud de unos 60 km.

### Motocross
El motocross es una disciplina motociclista que se desarrolla en circuitos sin asfaltar o en campo a través y en la que los distintos participantes disputan una carrera con el objetivo de finalizar en primera posición en la meta. Es una de las modalidades más espectaculares del motociclismo, en la que se combina la velocidad con la destreza necesaria para controlar la motocicleta ante las irregularidades naturales (y en algunos casos artificiales) del terreno, con curvas cerradas, montículos, baches, violentos cambios de rasante, cursos de agua, etc., y sobre una superficie de tierra que, generalmente, se encuentra embarrada. Todo ello hace que en las carreras de motocross se sucedan saltos y derrapes. Con el correr del tiempo, el motocross ha derivado en distintas disciplinas paralelas, como el free-style y el supermotard, esta última una mezcla entre el de motocross y el de motociclismo de velocidad que se realiza sobre superficies mixtas (asfalto y tierra).

### Trial

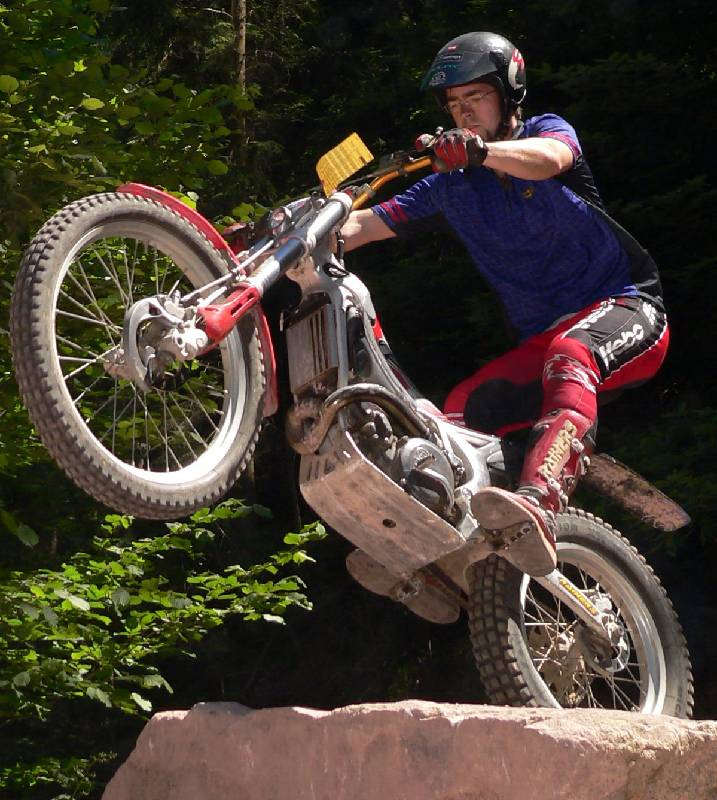
Un participante de una prueba de trial, en Alemania, en 2000.

Es una disciplina motociclística en la que los pilotos deben superar obstáculos sin tocar el suelo con el cuerpo ni caerse. Las habilidades esenciales son el equilibrio y la planificación de los movimientos para avanzar en el recorrido
. Esta disciplina es particularmente popular en España y el Reino Unido.
La prueba se divide en secciones en las que un competidor recorre un circuito de obstáculos mientras intenta evitar tocar el suelo con los pies. Los obstáculos del recorrido pueden ser de elementos naturales o construidos. En todas las secciones, independientemente de su contenido, la ruta designada se elabora cuidadosamente para poner a prueba la habilidad del piloto. En muchas pruebas de trial locales, las secciones se dividen en recorridos separados para adaptarse a los diferentes niveles de habilidad de los pilotos, que compiten en categorías de habilidad.
En cada sección, el competidor es puntuado por un observador (de ahí el nombre del deporte) que cuenta cuántas veces toca el suelo con el pie (o con cualquier otra parte del cuerpo). Cada vez que un competidor toca el suelo con el pie (lo que comúnmente se denomina "toques" o "empujones"), la penalización es de un punto.

### Enduro

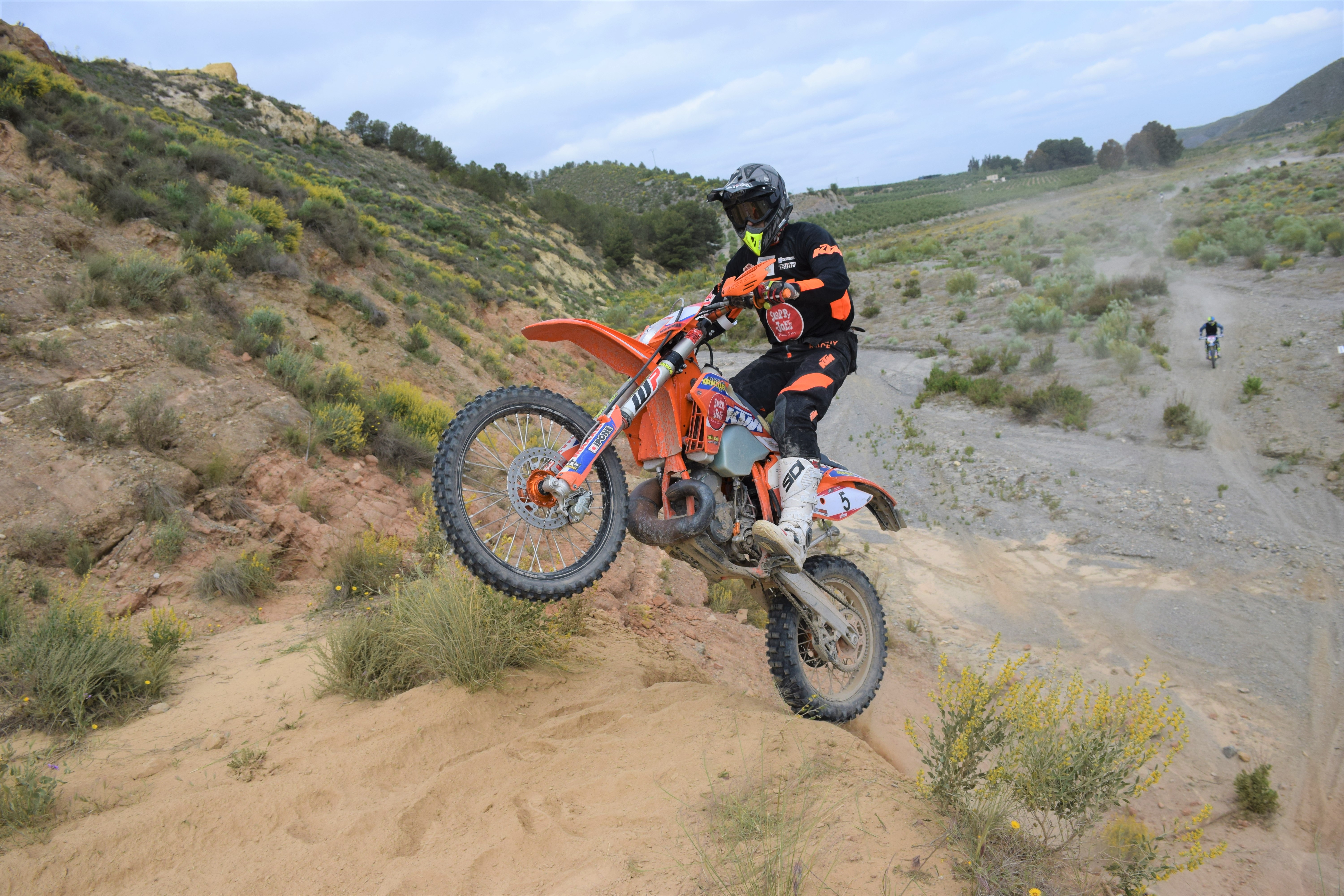
Una prueba de enduro.

El Enduro (o también, Todo Terreno) es una modalidad de motociclismo cuyo objetivo es realizar recorridos usualmente al aire libre campo a través, o en circuitos controlados, similares a motocross pero de mayor distancia. Es similar a un rally de vehículos, en los que los competidores deben realizar los recorridos por rutas establecidas en intervalos de tiempos indicados. El término "enduro" proviene del inglés endurance ("resistencia").
Dentro de la comunidad internacional de motocicletas todoterreno, el término enduro se refiere tradicionalmente a los eventos cronometrados que requieren que los competidores mantengan un promedio de millas por hora prescrito sobre un terreno variable. Los competidores son moderados por una serie de puntos de control secretos a lo largo de la carrera, y son penalizados en función de su tiempo de llegada a los puntos de control.
Los rallies y los enduros comparten dos cualidades muy marcadas: suelen ser largos en comparación con la mayoría de las carreras automovilísticas y cubren terrenos todoterreno variados, normalmente sin repetir ninguna sección del terreno en el transcurso de un evento. Ejemplos de este tipo de rallies son la Baja 500 y la Baja 1000, promovidas y administradas por SCORE International y que se encuentran entre las carreras todoterreno de larga distancia más conocidas. Las carreras todoterreno que abarcan varios días y que tienen diferentes tipos de etapas, algunas cronometradas y otras no, suelen denominarse rallies (o rallyes) o rally raids (término muy utilizado en el Reino Unido que es sinónimo de rally todoterreno), como el Rally Dakar.

### Supermoto

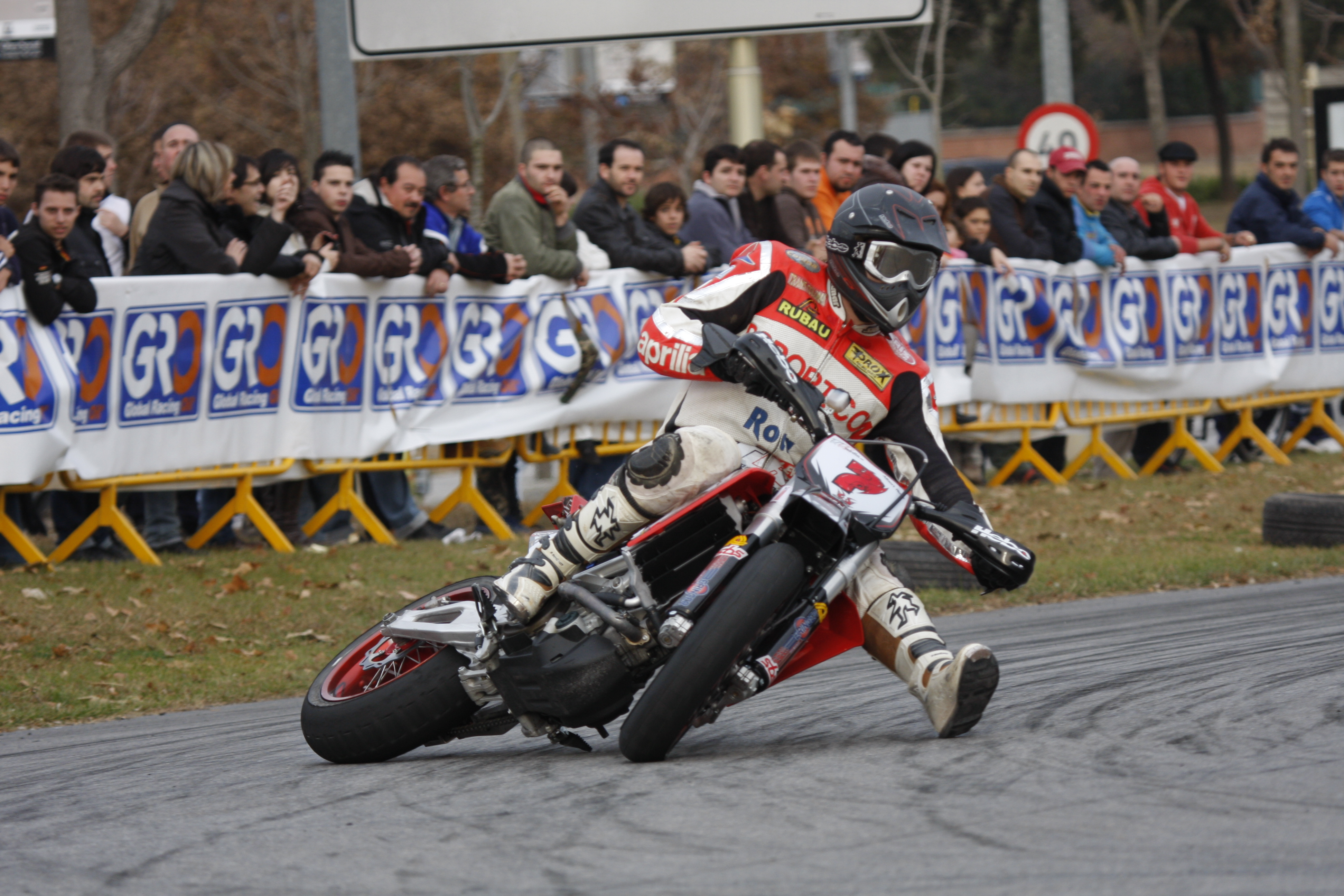
Un participante de una prueba de supermoto en 2007.

Supermoto es una fusión entre el motociclismo  de carretera y el motocross. Las carreras tienen lugar comúnmente en pistas con secciones todoterreno dentro del mismo circuito; aproximadamente un 70% es de asfalto y el 30% restante es de tierra y normalmente con algún salto. Las motocicletas son frecuentemente creaciones hechas a partir de motos todoterreno con ruedas o neumáticos de motocicletas de carrera. Los conductores visten también una combinación de trajes de carrera y todoterreno, normalmente de cuero, cascos y botas de todoterreno. A diferencia de las competiciones de carretera normales, el énfasis predomina en carreras lentas (velocidades máximas inferiores a 100 mph / 195 km/h), y pistas largas con muchas curvas, donde las habilidades del competidor son más importantes que el rendimiento de la máquina.

### Rally raid
El rally raid es una disciplina que se efectúa por etapas en recorridos campo a través y en caminos en mal estado con motocicletas todoterreno. La principal carrera de rally raid es el Rally Dakar.

### Carreras de pista

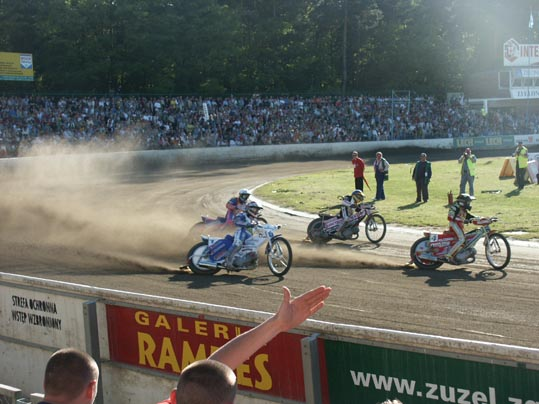
Una carrera en pista.

En las carreras en pista, entre cuatro y seis competidores, a veces ocho, recorren un circuito ovalado en el sentido contrario a las agujas del reloj durante un número determinado de vueltas -normalmente de cuatro a seis, a veces ocho- y se conceden puntos a todos los participantes, excepto al último, según una escala móvil.
Estos puntos se acumulan a lo largo de una serie de series, y el ganador es el equipo o el individuo que haya obtenido la mayor puntuación total.
Las máquinas utilizadas son motocicletas personalizadas, sin frenos y alimentadas con metanol. En el speedway también se utilizan motos sin marchas ni suspensión trasera. El uso de metanol significa que los motores pueden funcionar con altas relaciones de compresión, lo que se traduce en más potencia y velocidades más altas (aproximadamente 80 mph o 130 km/h en las curvas), aunque la habilidad de las carreras en pista radica en la capacidad general del piloto para controlar su motocicleta en las curvas y evitar así perder posiciones por desaceleración.

### Motopolo/motoball (Motorcycle Polo)
Similar al fútbol, pero todos los jugadores (excepto los porteros) están en motocicletas y la pelota es mucho más grande. El Motopolo comenzó como un deporte organizado oficialmente a mediados de la década de 1930. En Francia, se organizan competencias de motoball, y el deporte fue incluido en los Juegos de Buena Voluntad inaugurales.

### Subidas de colinas/Hill Climbs
En los Estados Unidos, las competiciones generalmente se llevan a cabo en circuitos todoterreno, donde un competidor a la vez intenta subir una colina muy empinada, a menudo de 45 grados o más. En algunos casos, pocos corredores completan el recorrido y los resultados se juzgan según la distancia que logran alcanzar. De los que completan el recorrido, gana el corredor que llega a la cima con el menor tiempo transcurrido. La motocicleta elegida en las primeras décadas fue la Harley-Davidson modelo de 45 pulgadas cúbicas debido a su alto par motor a bajas revoluciones, similar a los motores agrícolas. Durante años, las competiciones nacionales se llevaron a cabo en Mount Garfield, cerca de Muskegon, Míchigan.
En otros países, en particular el Reino Unido, las competiciones se llevan a cabo principalmente en pistas asfaltadas, ocasionalmente en vías públicas cerradas, y las máquinas utilizadas para la competencia son similares a las utilizadas para otras disciplinas en carretera.